# Gobius tigrellus
Cá bống hổ (tên khoa học Gobius tigrellus) là một loài cá trong họ Gobiidae. Nó là loài đặc hữu của Indonesia. Cá có chiều dài tối đa 2,3 cm. Nó sống gần đáy vùng nước ngọt, cá nhiệt đới. Loài cá này được mô tả từ sông Mamberamo, Irian Jaya, Indonesia.